# Lilydale Airport
Lilydale Airport är en flygplats i Australien. Den ligger i kommunen Yarra Ranges och delstaten Victoria, omkring 38 kilometer öster om delstatshuvudstaden Melbourne.
Runt Lilydale Airport är det ganska tätbefolkat, med 222 invånare per kvadratkilometer.. Närmaste större samhälle är Lilydale, nära Lilydale Airport.
Trakten runt Lilydale Airport består till största delen av jordbruksmark. Genomsnittlig årsnederbörd är 1 244 millimeter. Den regnigaste månaden är juli, med i genomsnitt 140 mm nederbörd, och den torraste är januari, med 49 mm nederbörd.